# Sydney Johnson
Pour les articles homonymes, voir Johnson.
Ne doit pas être confondu avec Sidney Johnson.
Sydney Johnson, né le 19 avril 1923 sur l'île d'Andros (Bahamas) et mort le 17 janvier 1990 à Épinay-sur-Seine (France), est un domestique né aux Bahamas qui est notamment valet de chambre et valet de pied du prince Édouard, duc de Windsor (ex-roi du Royaume-Uni sous le nom d'Édouard VIII), et de son épouse Wallis Simpson pendant plus de trente ans. Il travaille pour l'homme d'affaires égyptien Mohamed Al-Fayed à partir de 1979.

## Biographie
James Sidney Johnson naît sur l'île d'Andros, aux Bahamas, le 19 avril 1923,. À l'âge de 16 ans, il travaille comme plagiste lorsqu'il rencontre le duc de Windsor (alors gouverneur des Bahamas) puis entre au service du duc et de son épouse comme valet de pied,. Après la fin de la Seconde Guerre mondiale, il s'installe à Paris avec le duc et la duchesse qu'il sert pendant plus de trente ans. Entre-temps, il est promu valet de chambre,,. En tant que tel, il porte un uniforme et sert également de valet de pied lors des dîners officiels organisés par le duc et la duchesse de Windsor. Il épouse une Française en 1960, avec laquelle il a quatre enfants.
Après la mort du duc en 1972, Sydney Johnson est engagé par la duchesse. Il fait partie du petit nombre de personnes assistant aux funérailles du duc de Windsor, le 5 juin 1972. L'épouse de Sydney Johnson meurt vers 1972, peu après la mort du duc, et Sydney Johnson quitte le service de la duchesse en 1973 pour s'occuper de ses enfants (on ne sait s'il démissionne ou s'il est renvoyé). Sydney Johnson serait ensuite employé par Lady Glover, épouse de l'homme politique Douglas Glover (en).
Sydney Johnson travaille comme serveur à l'hôtel Ritz Paris lorsque celui-ci est racheté par Mohamed Al-Fayed en 1979. Ce dernier, impressionné par sa connaissance de la haute société britannique et de la famille royale, l'engage comme valet de chambre personnel,,. Dans les années qui suivent, Sydney Johnson travaille, avec Mohamed Al-Fayed, à la restauration de l'ancienne résidence du duc et de la duchesse, la villa Windsor, dont il occupe le poste de conservateur des collections,,.
Sydney Johnson meurt subitement le 17 janvier 1990 à Épinay-sur-Seine. Il est inhumé au cimetière de Brompton.

## Dans la fiction
Dans la série télévisée américano-britannique The Crown, Sydney Johnson est interprété par l'acteur zimbabwéen Connie M'Gadzah lors d'une brève apparition dans la saison 3. Il est au centre de l'épisode 3 (« Mou Mou ») de la saison 5, qui dépeint ses relations avec le duc de Windsor et Mohamed Al-Fayed. Sydney Johnson est interprété dans cet épisode par l'acteur nigérian Jude Akuwudike (en),, tandis que Joshua Kekana l'interprète pendant ses jeunes années.